# Maria Reinecke
Maria Reinecke (auch: Marie Reinecke; * nach 1836 und vor 1884; † nach 1906) war eine deutsche Pianistin, Musikpädagogin, Musikschulgründerin und Unternehmerin.

## Leben
Maria oder Marie Reinecke war eine Tochter des Seminarmusiklehrers, Musikpädagogen und Musiktheoretikers Rudolf Reinecke (auch: Rudolf Reincke) und  seiner zweiten Ehefrau Johanna Elisabeth Henriette geb. Hubp, die er 1836 geheiratet hatte. Sie war somit eine Halbschwester des in Leipzig tätigen Kapellmeisters Carl Reinecke, dessen Werke sie immer wieder aufführte, so 1893 die „Undine“-Sonate. 1884 gründete sie – unverheiratet als Fräulein bezeichnet – in Wolfenbüttel eine Musikschule und ein Seminar für unverheiratete Musiklehrerinnen mit angeschlossener Klavier- und Gesangsschule. Die Schule wurde später von Carl Reineckes Tochter Betty geleitet.
Anfang der 1890er Jahre errichtete Maria Reinecke eine „Hochschule für Musik“ in Hannover und wohnte in den dortigen Räumen des Seminars für Musiklehrerinnen im Hause Höltystraße 13. In dieser Zeit unterrichtete sie auch selbst, war unter anderem musikalische Hauptlehrerin der Pianistin Marta Milinowski.
In der Hochschule für Musik in der Höltystraße 13 wirkte zeitweilig Marie Herner-Henrici beziehungsweise die in Hannover wohnende Gesellschafterin der in Hamburg ansässigen Firma Henrici & Dunemann OHG Marie Henrici, geborene Herner.

## Schriften
- Pädagogischer Wegweiser durch den Unterricht im Klavierspiel mit Angabe der zum Gebrauch geeigneten Werke. Gebrüder Reinicke, Hannover/Leipzig 1906[5][17]